# Autoritratto (Sassoferrato)
Il pittore marchigiano Giovanni Battista Salvi (1609 –1685), detto dalla sua città di origine  il Sassoferrato, dipinse il suo autoritratto in epoca non conosciuta: conservato agli Uffizi, è l'unico autoritratto a noi noto di questo artista.

## Descrizione
Il dipinto porta a tergo questa iscrizione: Gio: Batta Salvi Da Sasso Ferrato. Arrivò alla Galleria degli Uffizi il 28 ottobre 1682, su invio di Cosimo III de' Medici che l'aveva da poco tempo ricevuto in dono dal cardinale Flavio Chigi (1631-1693). Nell'inventario dell'epoca furono segnate queste dimensioni: 45x30, ma nel successivo inventario degli Uffizi, del 1704, l'altezza risultava ridotta.
Sul fondo terso, color azzurro Madonna che è tipico della tavolozza del Sassoferrato, risalta il largo colletto squadrato della camicia, bianco, accuratamente stirato e con minute pieghe. Lo sguardo dell'artista è intenso, sottolineato da una piccola ruga increspata, in mezzo alla fronte. Nessuna concessione ad attrezzi del mestiere o ad altri particolari che possano informare sulla identità della persona ritratta. Capolavoro di sintesi, quasi sospeso nel tempo, questo autoritratto parla solo con gli occhi.
Vittorio Sgarbi ha così scritto, riguardo a questo autoritratto:
(Vittorio Sgarbi, Sassoferrato ovvero l'arte di essere noioso e sublime)

### Esposizioni
- Raffaello e Perugino. Modelli nobili per Sassoferrato a Perugia, Perugia, 2013